# Prayer for Cleansing
Prayer for Cleansing foi uma banda estadunidense de metalcore straight-edge que mistura elementos de hardcore punk, death metal melódico e pequenos traços de black metal. A banda foi formada em 1996 e teve pouca duração, embora tenha chamado bastante atenção na época devido ao som inusitado. Hoje a banda tem status de cult. Os guitarristas Tommy Rogers e Paul Waggoner mais tarde foram tocar na banda de mathcore, Between the Buried and Me.

## Integrantes
Última formação
- Dave Anthem - vocal
- Paul Waggoner - guitarra
- Dennis Lamb - guitarra
- Marc Duncan - baixo
- Will Goodyear - bateria, teclados, vocal limpo

## Discografia
- The Rain In Endless Fall  (1999/2003)
- The Tragedy (2004)